# 벌리그리핀호

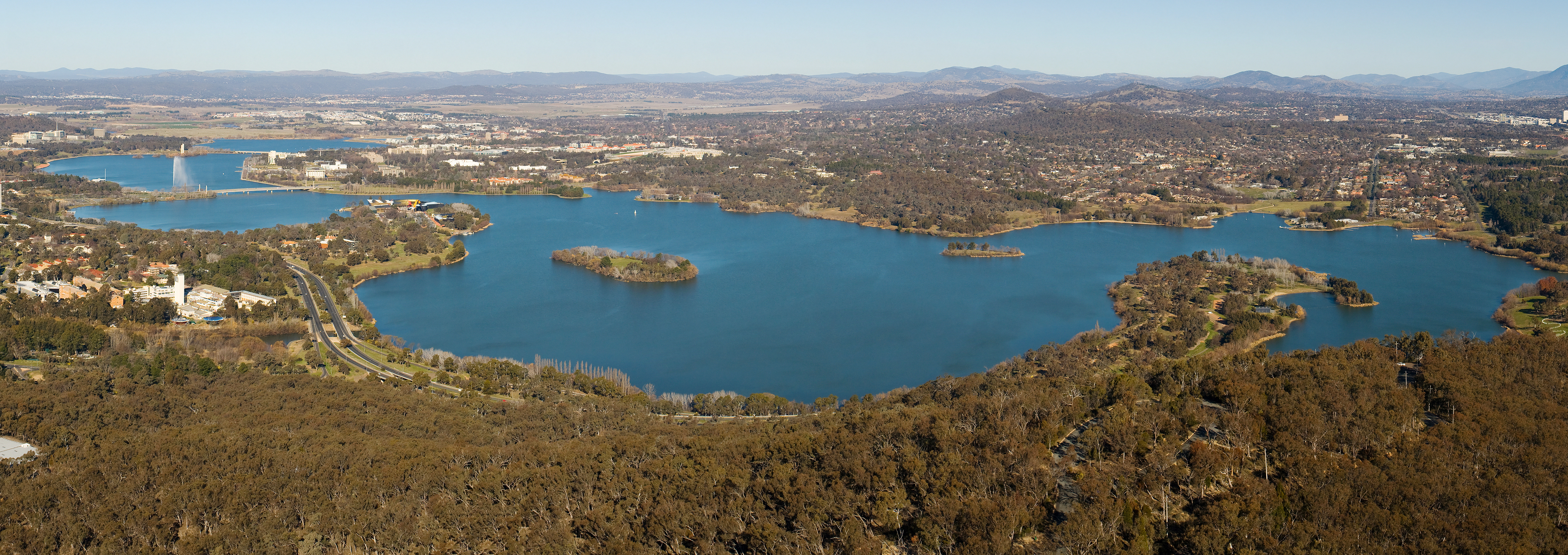
블랙 마운틴 타워에서 바라온 벌리그리핀호

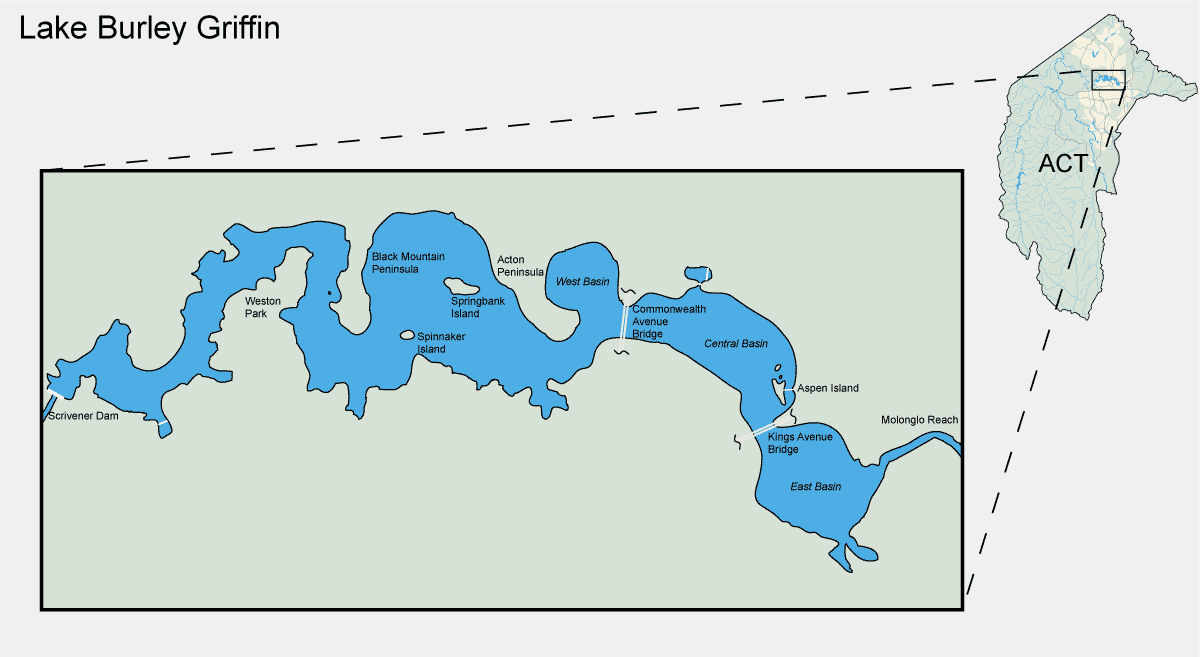
벌리그리핀호수 지도

벌리그리핀호(영어: Lake Burley Griffin)는 오스트레일리아 캔버라에 있는 인공호이다. 캔버라 디자인 대회에서 우승한 미국인 건축가 월터 벌리 그리핀의 이름을 따서 명명되었다.
호수는 캔버라의 대략적인 지리적 중심에 위치하고 있으며, 오스트레일리아 국립미술관, 오스트레일리아 국립박물관, 오스트레일리아 국립도서관, 오스트레일리아 국립 대학교, 오스트레일리아 고등법원과 같은 수많은 중요 기관이 해수변에 있으며 오스트레일리아 의회의사당은 가까운 거리에 있다. 호수에서 수영하는 경우는 드물지만 조정, 낚시, 세일링과 같은 다양한 활동에 사용된다.